# Spooners (warenhuis)
Spooner and Company Ltd. is een voormalig warenhuis in de Engelse stad Plymouth. Begin jaren 1970 werd het warenhuis omgedoopt tot Debenhams, dat al sinds 1927 eigenaar was van het warenhuis.  

## Geschiedenis
In 1844 opende Joseph James Spooner een linnen en wollen stoffenwinkel in het Tuscan House aan 6 Wimple Street in Plymouth. De handel ging goed in 1851 bood het bedrijf werk aan zijn broer, Newby Abraham Spooner, drie vrouwelijke medewerkers, vier mannelijke medewerker, een kindermeisje, een houshulp en een kok. In 1858 verhuisde de winkel naar 48-49 Bedford Street. In 1859 stierf Joseph op een leeftijd van 44 jaar, waarna zijn vrouw Anne de winkel voortzette met hulp van haar zoons John Dawson en John Snell Spooner. Begin twintigste eeuw was de winkel uitgegroeid tot een groot warenhuis met etalages aan Bedford Street en Old Town Street. Op 14 juni 1902 werd de winkel getroffen door een grote brand en moest vervangende huisvesting zoeken. Op 23 juni werd de handel voortgezet vanuit drie tijdelijke locaties. In november 1910 werd de vervangende nieuwbouw geopend met elektrische verlichting, roltrappen, een modetheater, een theesalon en een daktuin. 
In 1925 werd het bedrijf overgenomen door Drapery Trust van Clarence Hatry, dat op zijn beurt weer werd overgenomen door Debenhams in 1927. 
Tijdens de Tweede Wereldoorlog, werd het warenhuis opnieuw door brand getroffen in maart 1941. Hierop werd de handel weer op diverse vervangende locaties voortgezet tot de opening van het nieuwe warenhuis in mei 1956 aan Royal Parade. In september 1971 werden de warenhuizen Spooner & Company Ltd. en John Yeo & Company Ltd. samengevoegd, waarna de naam werd omgedoopt tot Debenhams.